# 9. listopada
9. listopada (9. 10.) 282. je dan godine po gregorijanskom kalendaru (283. u prijestupnoj godini).
Do kraja godine imaju još 83 dana.

## Događaji
- 1806. – Nakon šest godina gradnje, u Brigu (kanton Wallis) u Švicarskoj pušten je u promet alpski prijelaz, Simplon-cesta, prvi od onih čiju je gradnju potaknuo Napoleon, a 65 km duga cesta trabala je olakšati prijelaz preko Alpa.
- 1934. – u Marseillesu ubijen jugoslavenski kralj Aleksandar I. Karađorđević.
- 1940. – Drugi svjetski rat: Njemački Luftwaffe bombardirao je Katedralu sv. Pavla u sklopu Bitke za Britaniju.
- 1970. – U Kambodži je predsjednik parlamenta In Tam objavio ukidanje monarhije.
- 1974. – Švicarska zrakoplovna tvrtka Swiss Air prevezla je na jug stotine tisuća lastavica kako bi ih spasila od nenadane rane hladnoće.
- 1989. – Više od 70 000 prosvjednika u Leipzigu prosvjedovalo protiv istočnonjemačkog režima, čime je najavljen i njegov konačni pad. (Vidi: Ponedjeljski prosvjedi)
- 2019. – napad na sinagogu u Halleu (Njemačka)

| - 1788. – Jožef Košič, slovenski pisac, pjesnik, etnolog, povjesničar i svećenik u Mađarskoj - 1797. – Philippe Suchard, švicarski slastičar i tvorničar čokolade († 1884.) - 1835. – Camille Saint-Saëns, francuski skladatelj († 1921.) - 1846. – Franjo Glad, hrvatski (međimursko-kajkavski) pisac († 1905.) - 1847. - Luise Hummel, austrijska pedagoginja († 1917.) - 1857. – Ivo Vojnović, hrvatski književnik († 1929.) - 1859. – Alfred Dreyfus, francuski časnik - 1874. – Nikolaj Rerih, ruski slikar i filozof († 1947.) - 1892. – Ivo Andrić, hrvatski književnik, nobelovac († 1975.) - 1906. – Léopold Sédar Senghor, senegalski političar i književnik - 1907. – Jacques Tati, francuski redatelj i glumac († 1982.) - 1922. – Bulcsú László, hrvatski jezikoslovac, prevoditelj i informatolog - 1940. – John Lennon, osnivač grupe The Beatles († 1980.) - 1959. – Boris Nemcov, ruski političar († 2015.) - 1970. – Annika Sörenstam, švedsko-američka igračica golfa - 1975. – Kate Winslet, britanska glumica - 1975. – Mark Viduka, australski nogometaš - 1979. – Jelena Kovačić, hrvatska dramatičarka i dramaturginja | - 1926. – Josias von Heeringen, njemački general (* 1850.) - 1958. – Pio XII., papa (* 1876.) - 1967. – Che Guevara, argentinsko-kubanski revolucionar (* 1928.) - 1985. – Pero Tutavac Bilić, hrvatski publicist (* 1913.) - 1987. – Vladimir Ruždjak, hrvatski operni pjevač (* 1922.) - 1995. – Andrija Matijaš Pauk, hrvatski general bojnik (* 1947.) - 2014. – Boris Buzančić, hrvatski glumac i političar (* 1929.) |

## Blagdani i spomendani
- Dan hangeula u Južnoj Koreji